# 資訊業

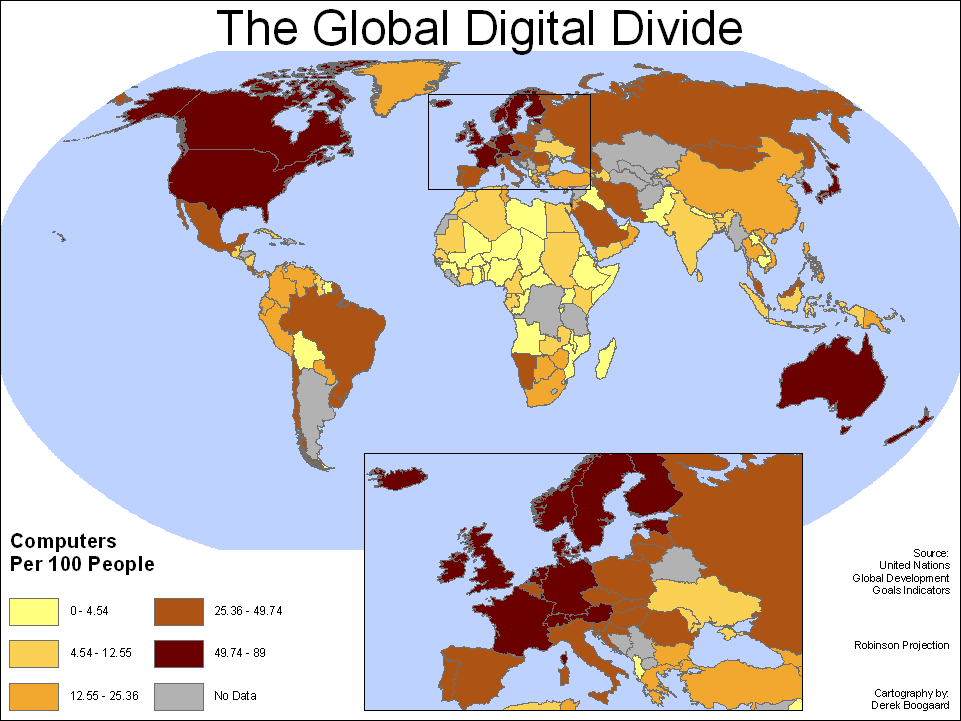
人均電腦數量

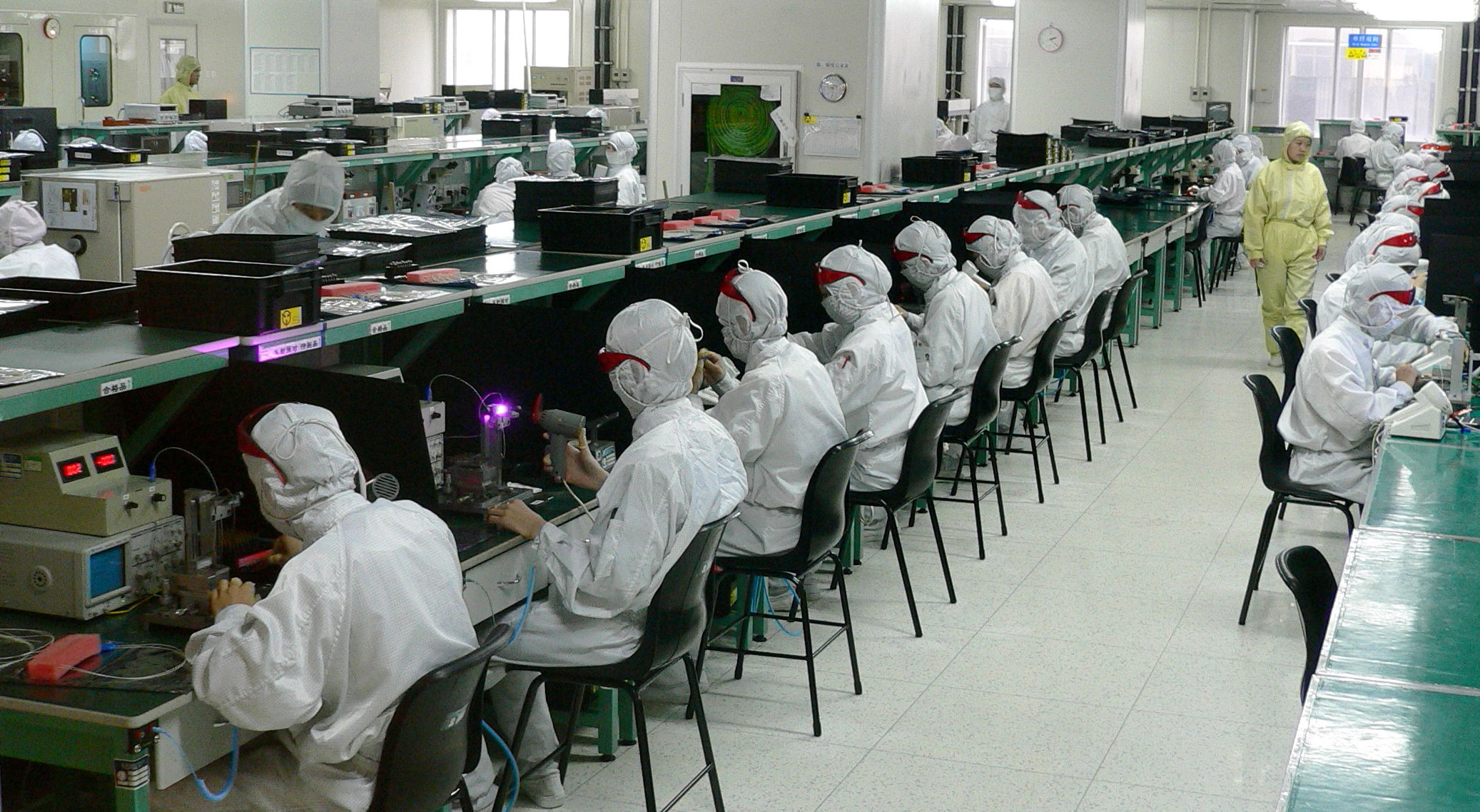
深圳的電子代工廠

資訊業又稱IT產業、電腦工業，為一切與電腦相關的軟硬體行業總稱，有硬體製造的類似傳統工業模式也有軟體撰寫和客戶服務的服務業，自從90年代電腦革命後資訊業成為獲利豐厚的行業製造出許多世界首富，諸多國家也將資訊業設定為重點發展項目，資訊業的特性是競爭快、產品生命週期短、人才水準要求高、投入資本金額門檻高。

## 相關
- 電腦
- 積體電路
- 網際網路
- 電子專業製造服務